# Bakonysárkány
Bakonysárkány is een plaats (község) en gemeente in het Hongaarse comitaat Komárom-Esztergom. Bakonysárkány telt 956 inwoners (2015).

## Afbeeldingen

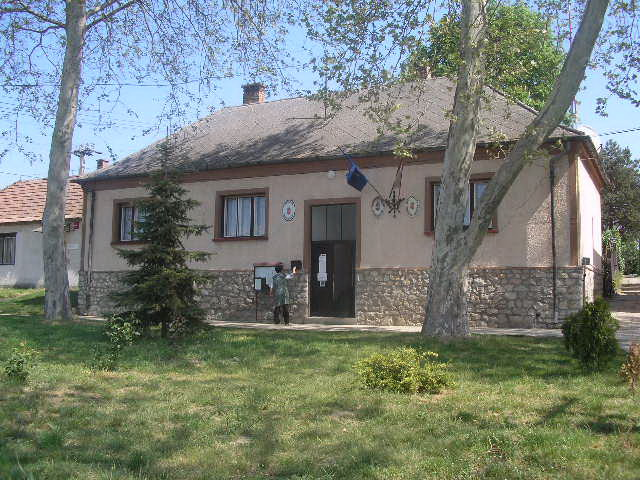
Dorpshuis
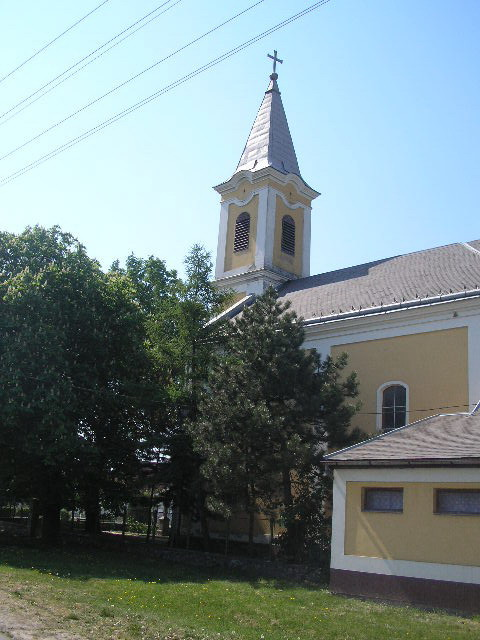
Katholieke kerk
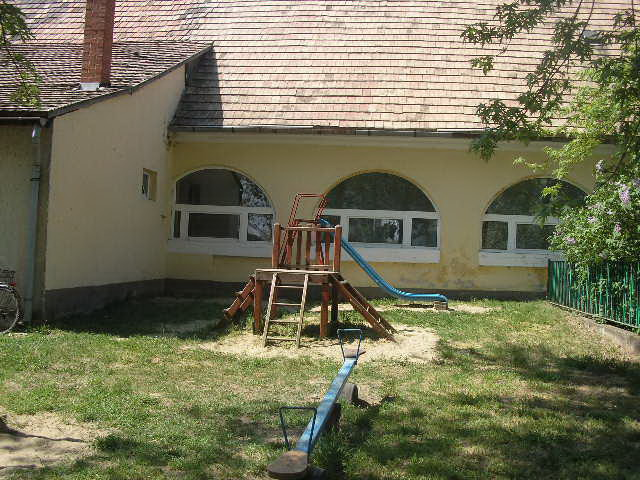
Kwekerij
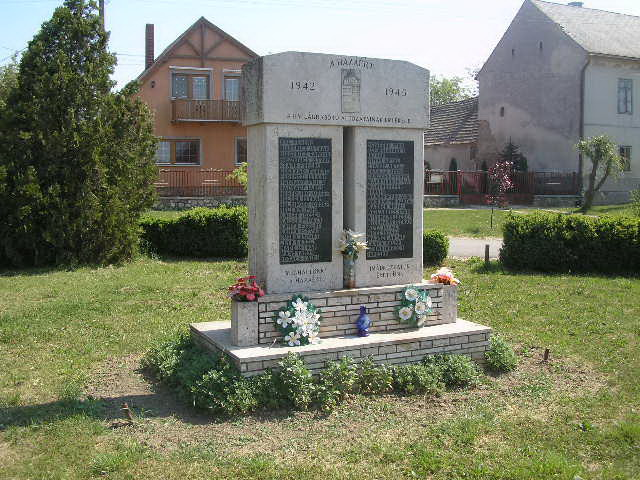
Monument Tweede Wereldoorlog
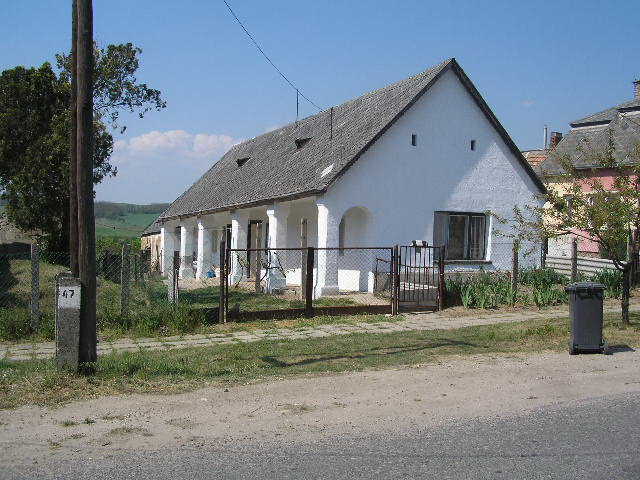
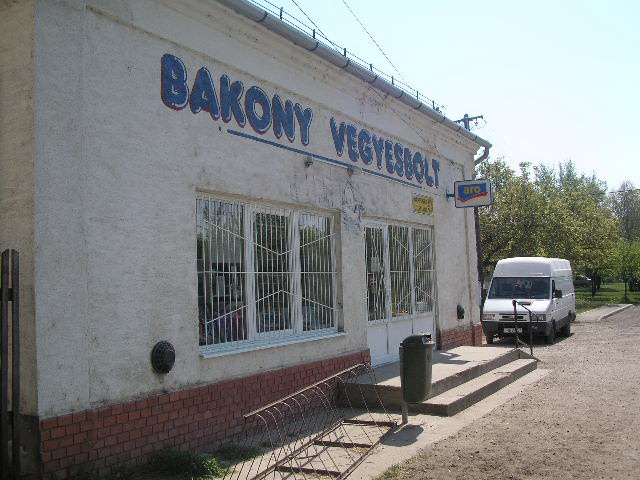
Kruidenierswinkel
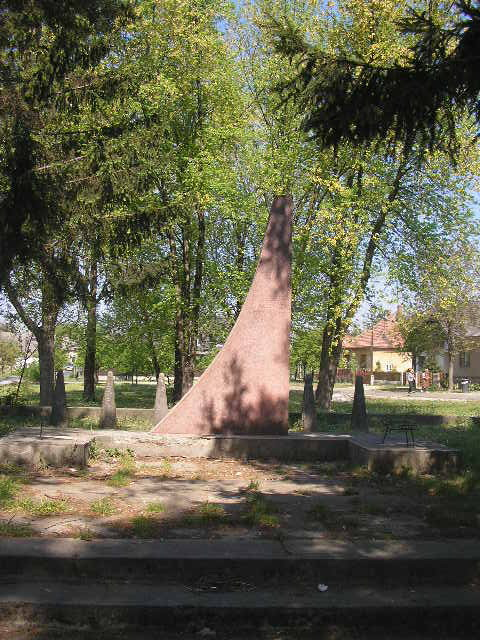
Verlaten graven van soldaten die stierven in de Tweede Wereldoorlog
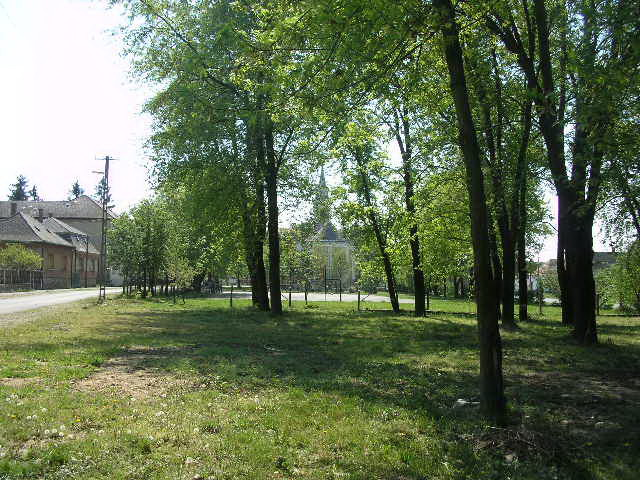
Park (detail)